# Кито
Ки́то или Сан-Франци́ско-де-Ки́то (исп. San Francisco de Quito) — столица, а также политический, экономический и культурный центр Эквадора, назван по наименованию древнего индейского племени киту. Второй по численности населения (после Гуаякиля) город Эквадора. В 1978 Кито и Краков стали первыми городами, внесёнными в Список Всемирного культурного наследия ЮНЕСКО.

## Этимология
Город основан испанцами в 1534 году на месте индейского селения и назван по этнониму индейского племени киту.

## География
Кито расположен в северо-западной части Южной Америки, в межгорной котловине Анд, на южном склоне вулкана Пичинча, на высоте 2818 м над уровнем моря. Город находится в 24 км к югу от экватора. Площадь города приблизительно равна 290 км².
Кито построен на вулканическом пепле, который мгновенно поглощает влагу. Это затрудняет развитие большинства типичных для Эквадора растений. Использование близлежащих к городу территорий индейцами для выпаса скота в XV в. привело к распространению ныне в окрестностях Кито малорослых кустарников с редкими и скудными лесными образованиями.
Животный мир окрестностей Кито представлен в основном некоторыми видами рептилий и птиц, кровососущими летучими мышами и небольшим числом млекопитающих.

## Транспорт
В городе действует скоростной автобусный транспорт «Red Integrada de Transporte Público». Его линии пересекают город с севера на юг и разделены на три секции: троллейбусная «зелёная линия» в центре города, «красная линия» в северо-восточной части и «синяя линия» в северо-западной, работает метро.
В августе 2012 года муниципалитет открыл систему совместного использования велосипедов «Bici Q».
Международный аэропорт Кито — Марискаль Сукре — расположен в 18 км от центра города в приходе Табабела. Он начал работу в 2013 году, заменив старый аэропорт, находившийся в черте города.
В 2023 году был открыт Метрополитен Кито.

## Климат
Кито расположен в субэкваториальном климатическом поясе. Однако значительная высота города над уровнем моря обусловливает отсутствие там тропической жары, а близость к экватору уменьшает годовое колебание температуры, которая на протяжении всего года держится в пределах +13…+15 °C. Однако при этом наблюдается значительная разница между дневной и ночной температурой. Среднегодовой максимум составляет +19,3 °C, среднегодовой минимум составляет +9,8 °C.
На территории Кито выпадает приблизительно 1200 мм осадков в год, в основном с сентября по май в виде ливневых дождей.
В Кито характерны сезон дождей и сухой сезон. Первый сезон дождей длится с декабря по март, второй — с июня по сентябрь. В сухой сезон город открыт для холодного воздуха с юга и в этот период иногда среднесуточная температура бывает около +10 °C (в среднем). Иногда бывают заморозки, но снега не бывает, так как в этот период осадков практически нет.
| Показатель                            | Янв. | Фев. | Март | Апр. | Май | Июнь | Июль | Авг. | Сен. | Окт. | Нояб. | Дек. | Год  |
| ------------------------------------- | ---- | ---- | ---- | ---- | --- | ---- | ---- | ---- | ---- | ---- | ----- | ---- | ---- |
| Абсолютный максимум, °C               | 29   | 26   | 32   | 25   | 30  | 29   | 31   | 25   | 29   | 25   | 29    | 29   | 32   |
| Средний суточный максимум, °C         | 19   | 19   | 19   | 19   | 19  | 19   | 20   | 20   | 20   | 20   | 19    | 19   | 19,3 |
| Средняя температура, °C               | 14   | 15   | 15   | 15   | 15  | 15   | 14   | 15   | 15   | 15   | 14    | 14   | 14,7 |
| Средний суточный минимум, °C          | 10   | 10   | 10   | 10   | 10  | 10   | 9    | 9    | 9    | 10   | 10    | 10   | 9,8  |
| Абсолютный минимум, °C                | 1    | 0    | 0    | 0    | 1   | 0    | 1    | 1    | 1    | 1    | 0     | 1    | 0    |
| Норма осадков, мм                     | 114  | 130  | 152  | 175  | 125 | 48   | 20   | 25   | 79   | 127  | 109   | 104  | 1209 |
| Источник: Meoweather, Weather Channel |      |      |      |      |     |      |      |      |      |      |       |      |      |

## Население, язык, вероисповедание

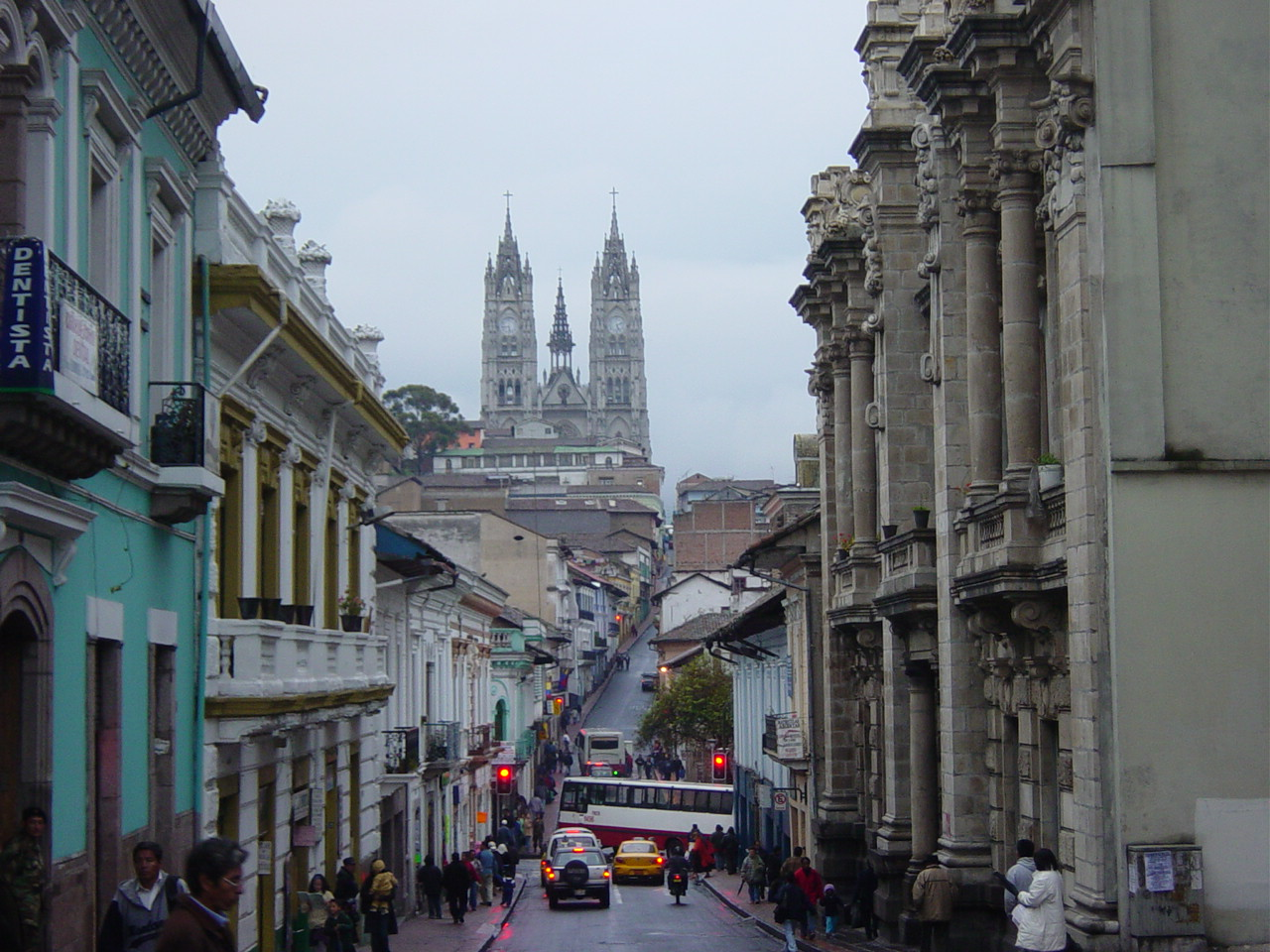
Одна из главных улиц «Авенида Венесуэла»

«Наши груди в горячем крике, — они приветствуют тебя, бессмертный город!» (первые строки гимна города).
В соответствии с переписью населения 2005 года, в Кито живёт 1 856 501 человек. Кито — второй в Эквадоре город по величине населения, больше жителей проживает только в городе Сантьяго-де-Гуаякиль. По национальному признаку население столицы Эквадора многообразно и довольно смешанно. Две пятых населения — индейцы кечуа, другие две пятых — испано-индейские метисы, одна пятая — негры, оставшаяся незначительная доля — выходцы из европейских и азиатских стран.
Около 4 % населения неграмотны. Большинство верующего населения города составляют христиане-католики.

## История развития города
Кито был построен в конце 1-го тысячелетия н. э. и являлся центром племени киту, которое около 980 года покорил народ кара. В XV веке он был завоёван инками.

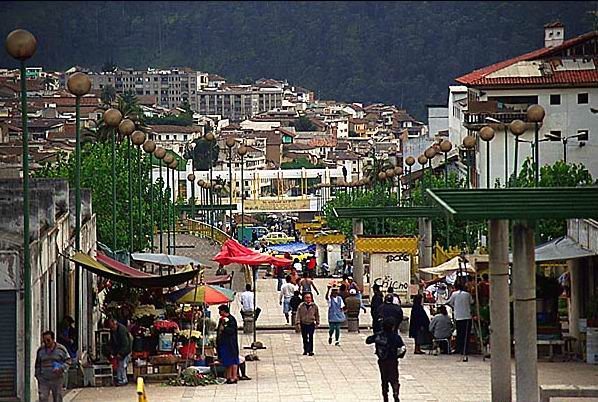
Вид на одну из множества улочек города

В 1534 году капитан Себастьян де Белалькасар захватил территорию, на которой был расположен древний индейский город, и основал на его месте испанское поселение Сан-Франсиско-де-Кито. Как утверждает хронист Сьеса де Леон: «Основал и заселил его [испанцами] Себастьян де Белалькасар, который потом стал губернатором и аделантадо провинции Попаян, именем императора дона Карлоса, нашего господина, при аделантадо доне Франсиско Писарро, губернаторе и капитан-генерале Королевств Перу, и провинций Новая Кастилия, в году 1534 от рождества нашего спасителя Иисуса Христа». Формально город был основан после второго прихода Белалькасара в Кито составлением 6 декабря 1534 года муниципального акта. Исполнителями городской власти были назначены 2 алькальда, 4 рехидора и 1 нотариус. Впоследствии название города стало использоваться в сокращённом варианте. В 1541 году поселению был присвоено название «Город». В 1563 году в городе был основан Сенат и Королевская Аудиенсия, первым президентом которой был Фернандо де Сантильян.
С установлением господства испанцев в столице и прилегающей местности началось активное подавление индейцев, которое закончилось установлением рабовладения. В 1592, 1765, 1809 годах происходили восстания против испанских захватчиков.
29 мая 1822 года восстание под предводительством Симона Боливара завершилось победой, и некогда испанская колония Кито объявила о своей независимости, после чего в 1826 году вошла в состав Великой Колумбии.
В 1830 году Эквадор вышел из колумбийской федерации и столицей новообразованного государства стал Кито. В последующие десятилетия в городе, как и во всей стране, произошло несколько военных переворотов, социальная и экономическая обстановка оставалась нестабильной.
В 1873 году в Кито была основана астрономическая обсерватория, находящаяся в парке Ла-Аламеда. Это первая национальная обсерватория в Южной Америке.
В 1979 году к власти пришёл Х. Рольдос, президент Эквадора, который стабилизировал политическую атмосферу города и ввёл в действие новую конституцию. В 1984 году президентом Эквадора стал Л. Фебрес Кордео. При нём значительно понизился жизненный уровень населения столицы. В последующие годы экономико-политическое состояние Кито значительно не улучшилось, 20 апреля 2005 года, в результате очередного бунта рабочих города, с поста президента страны был смещён Лусио Гутьеррес.

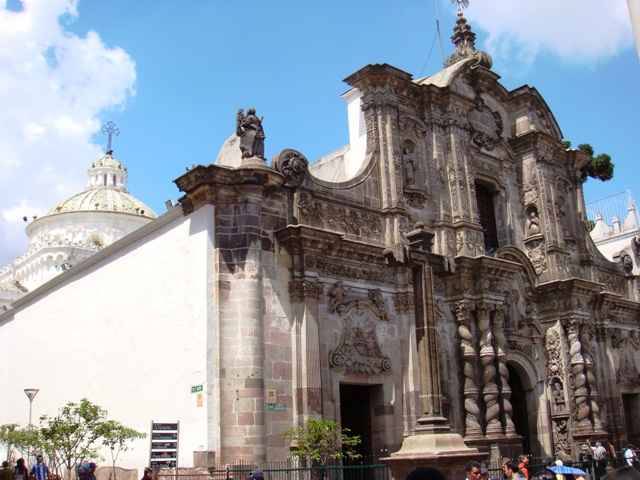
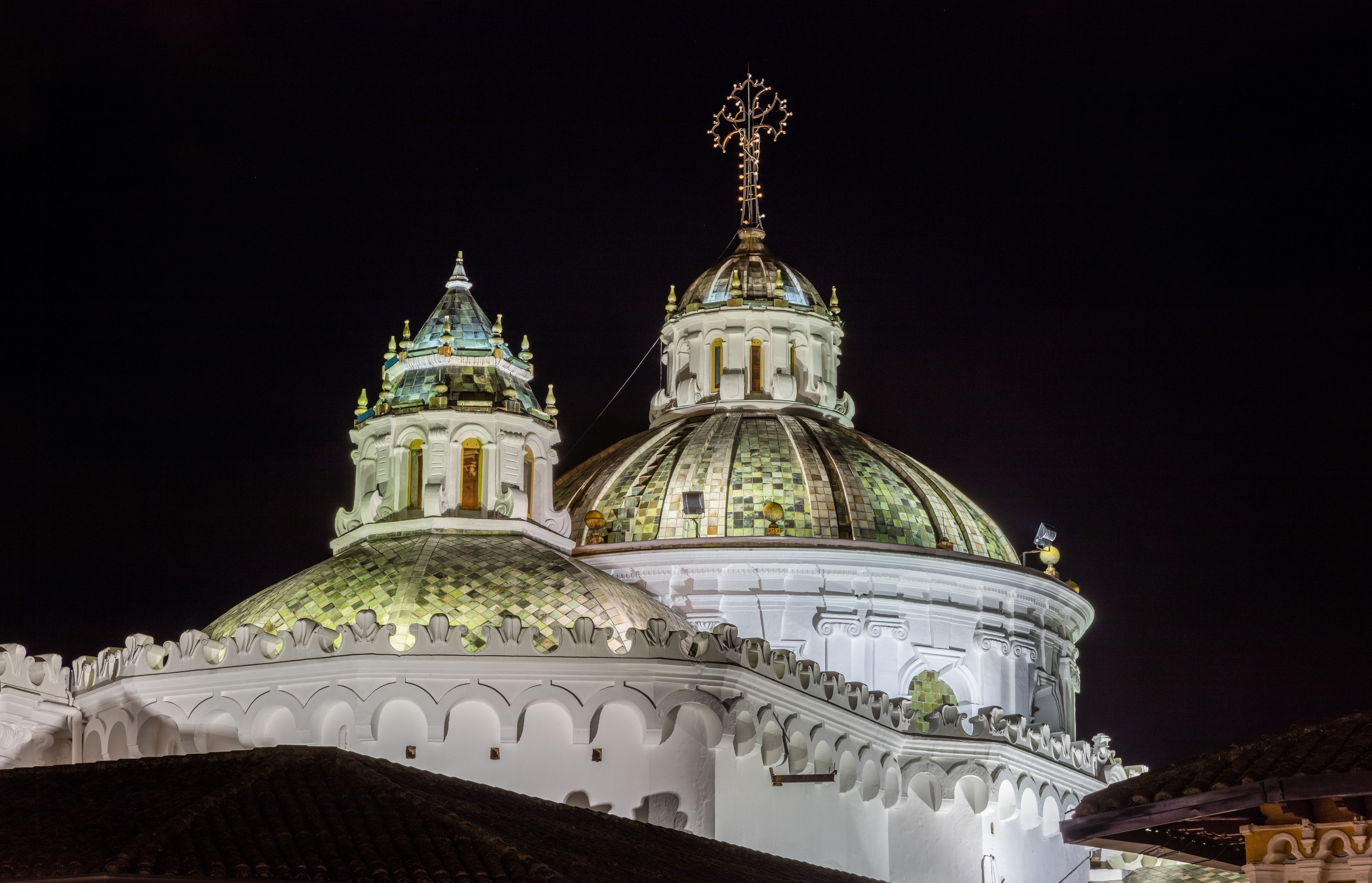
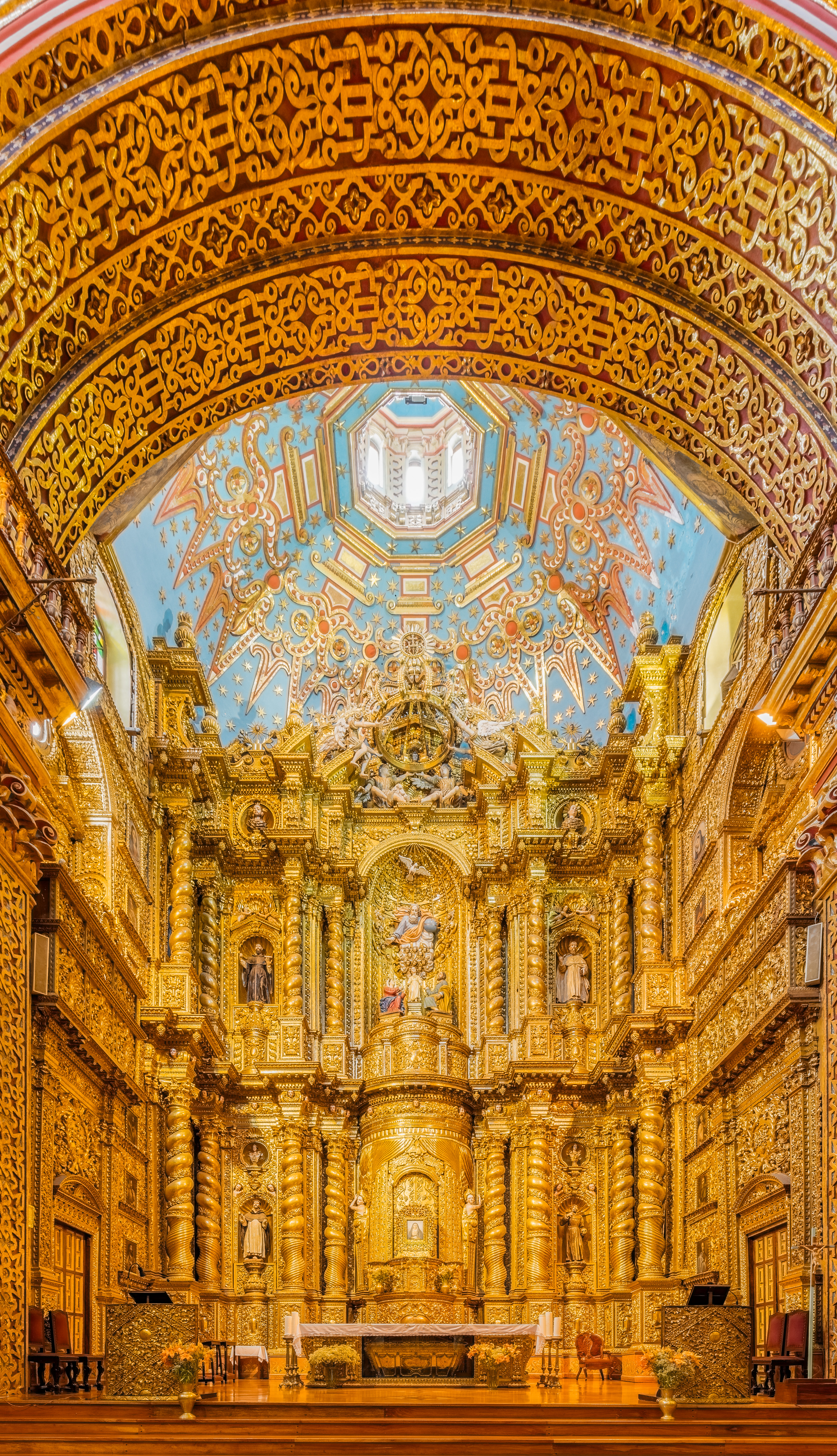
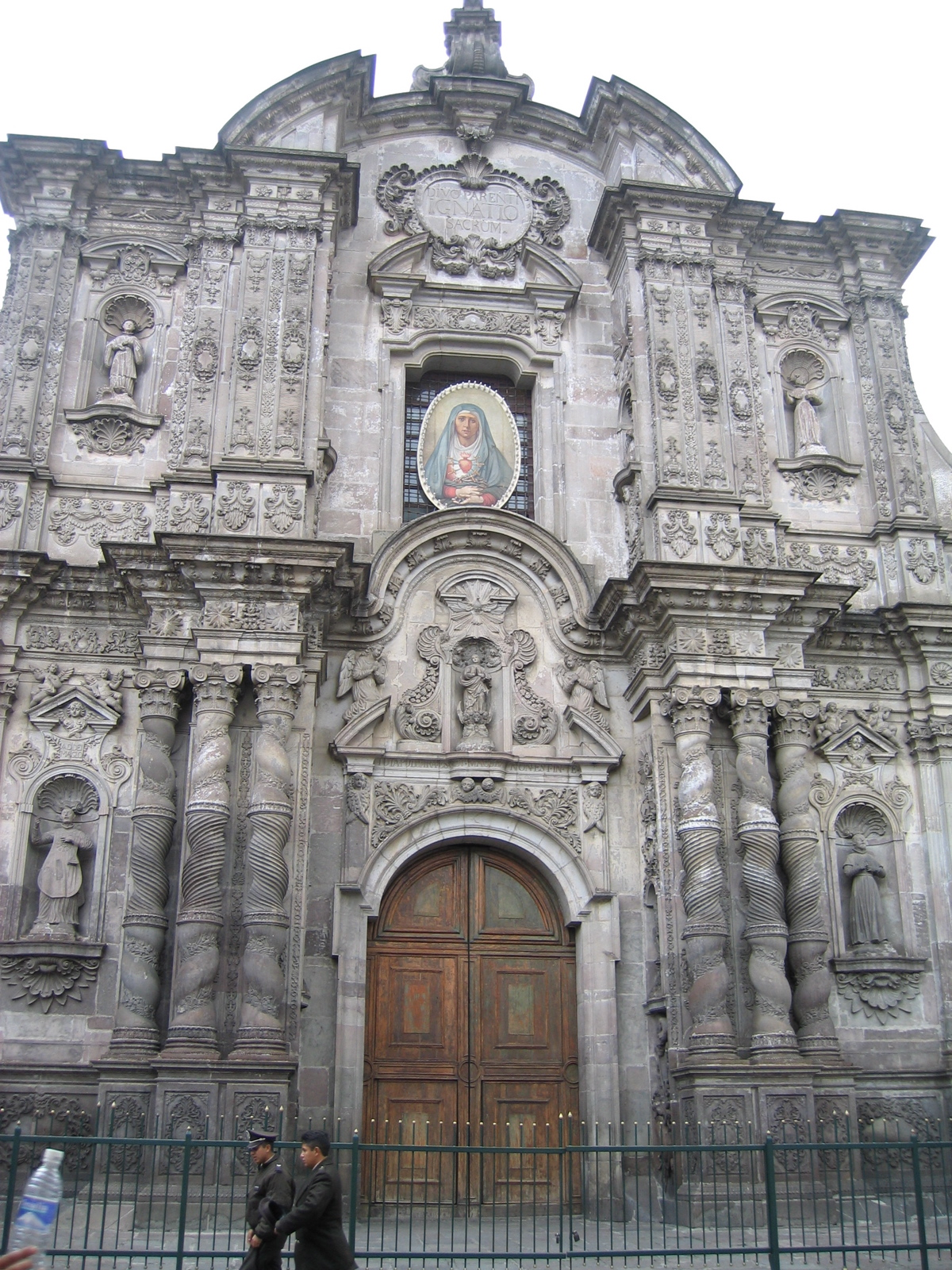
Facade of the church.
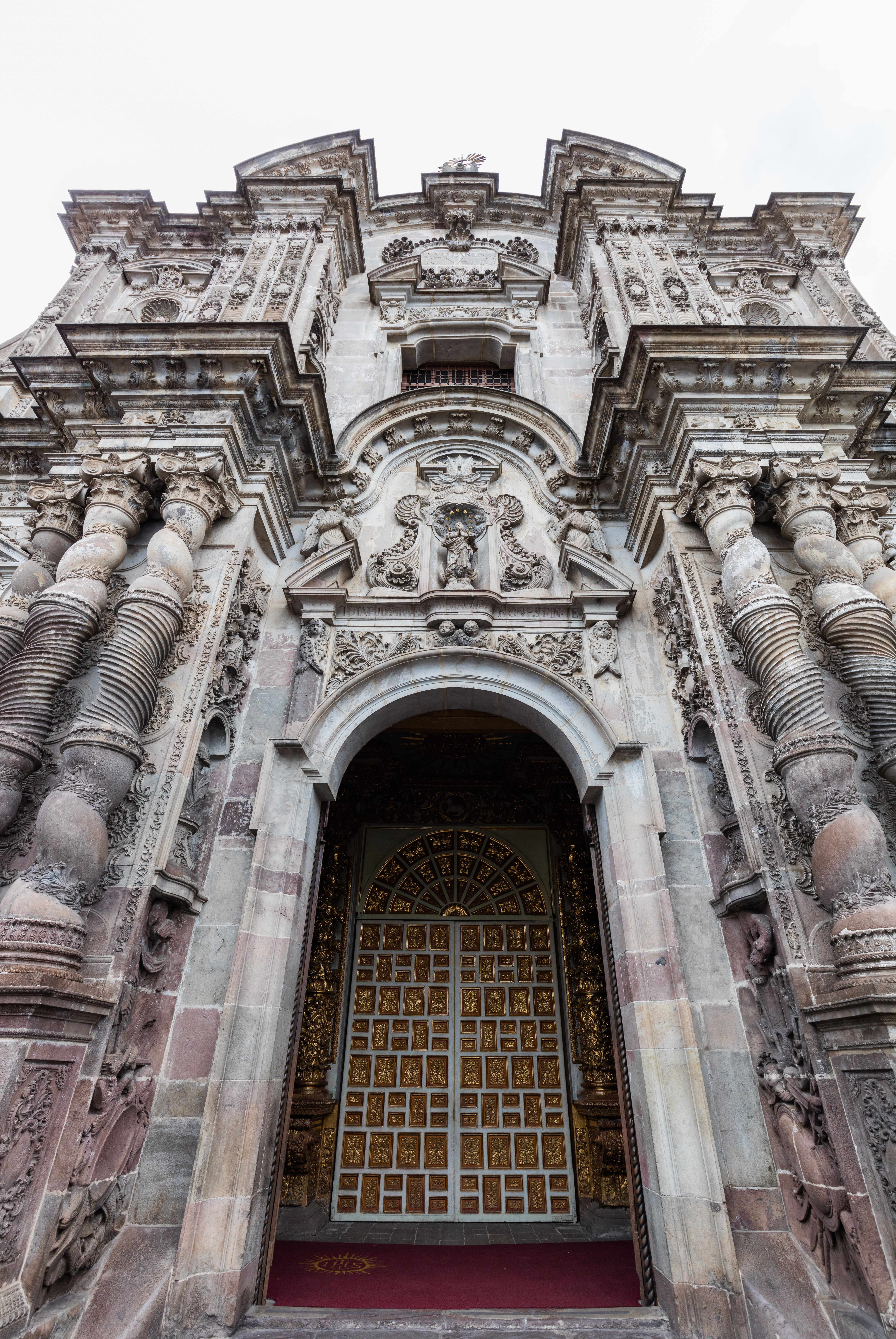
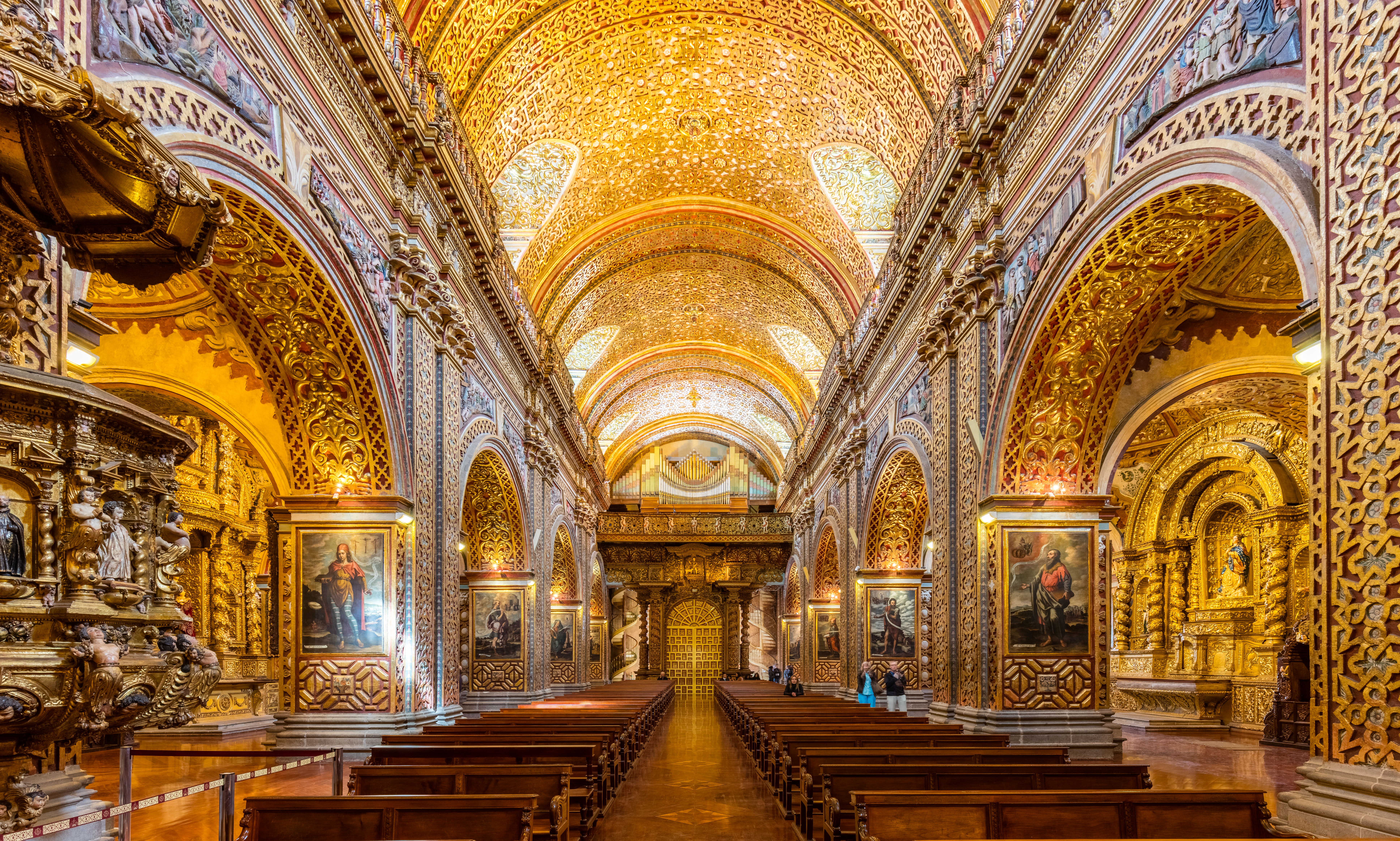
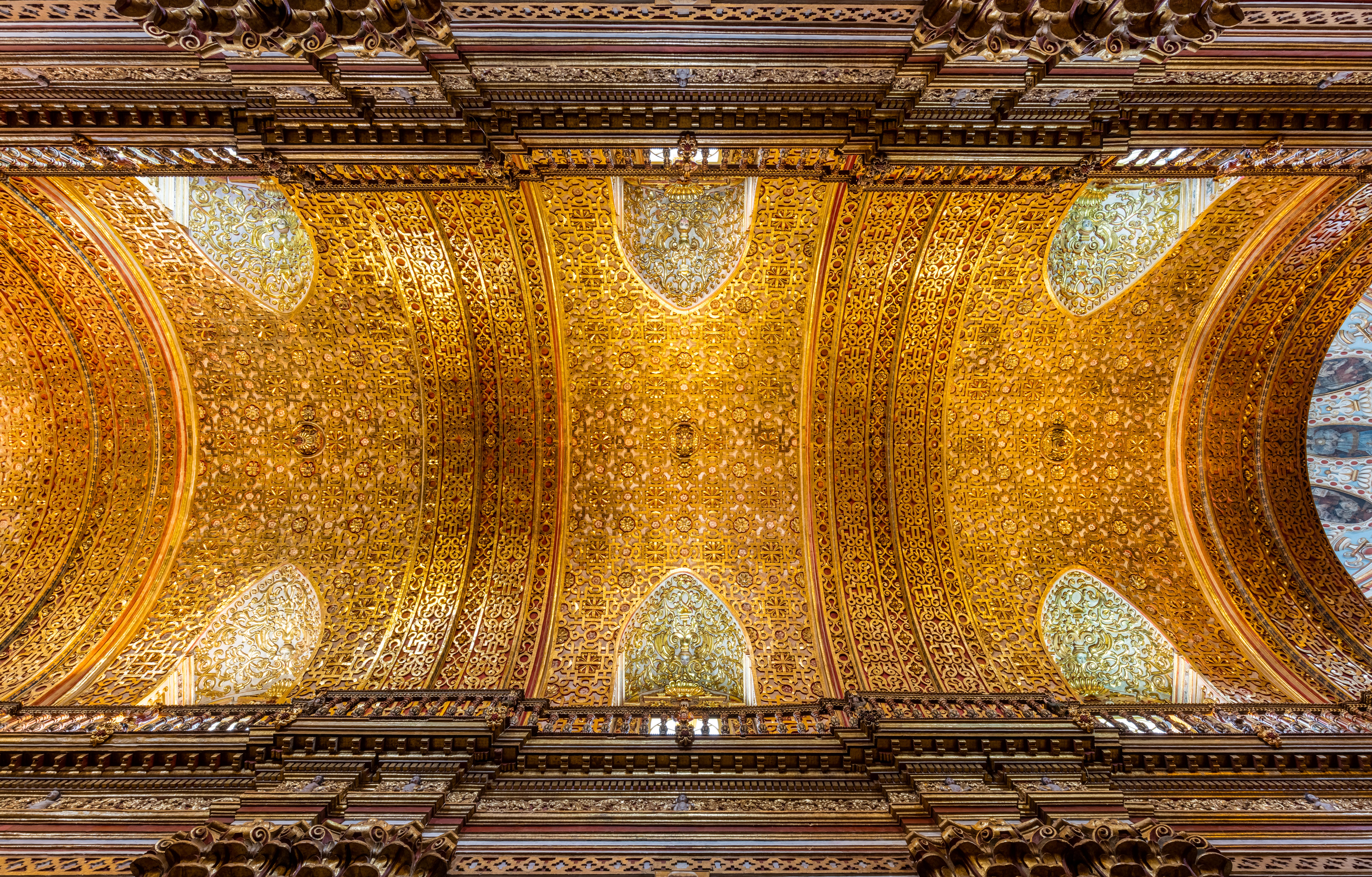
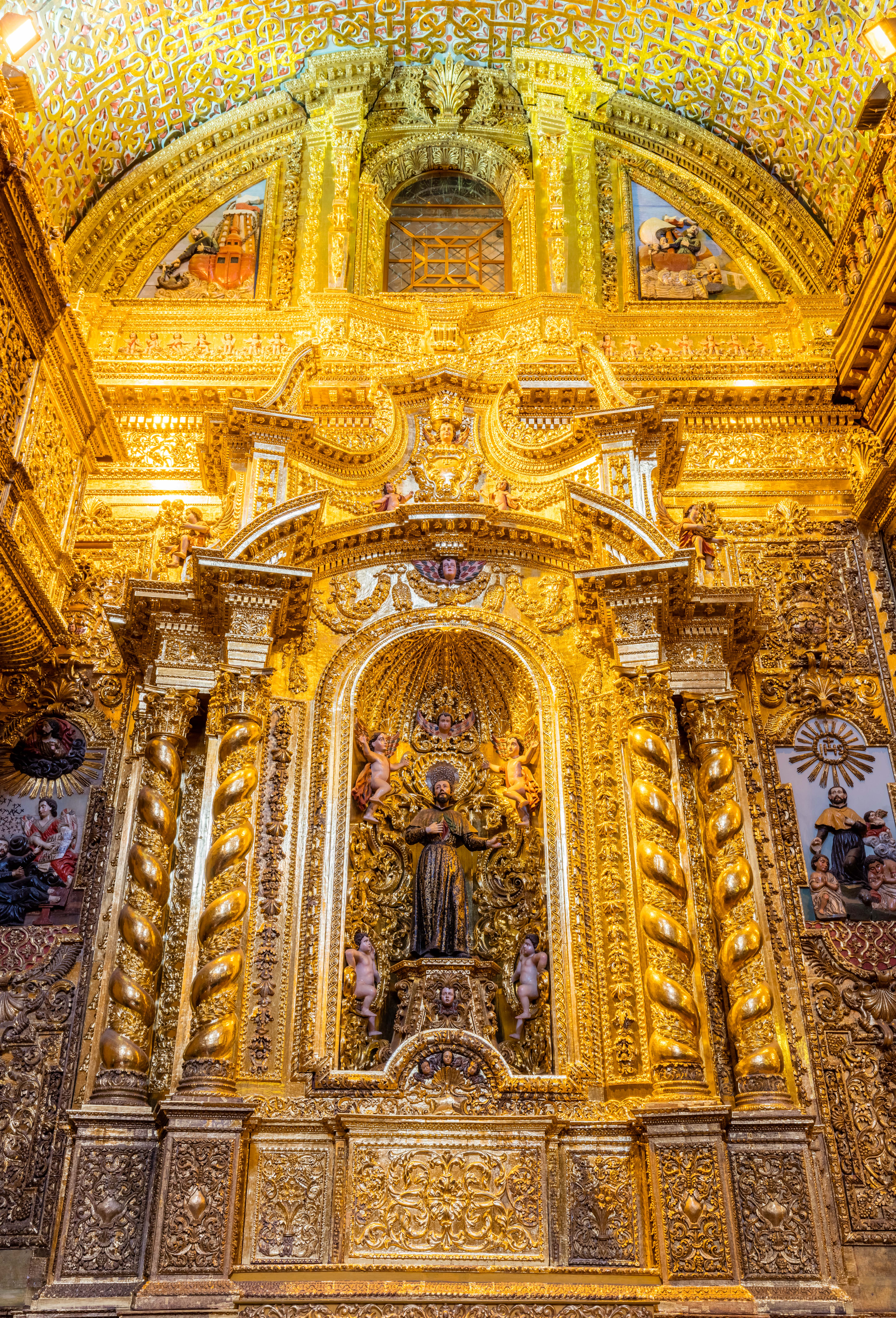
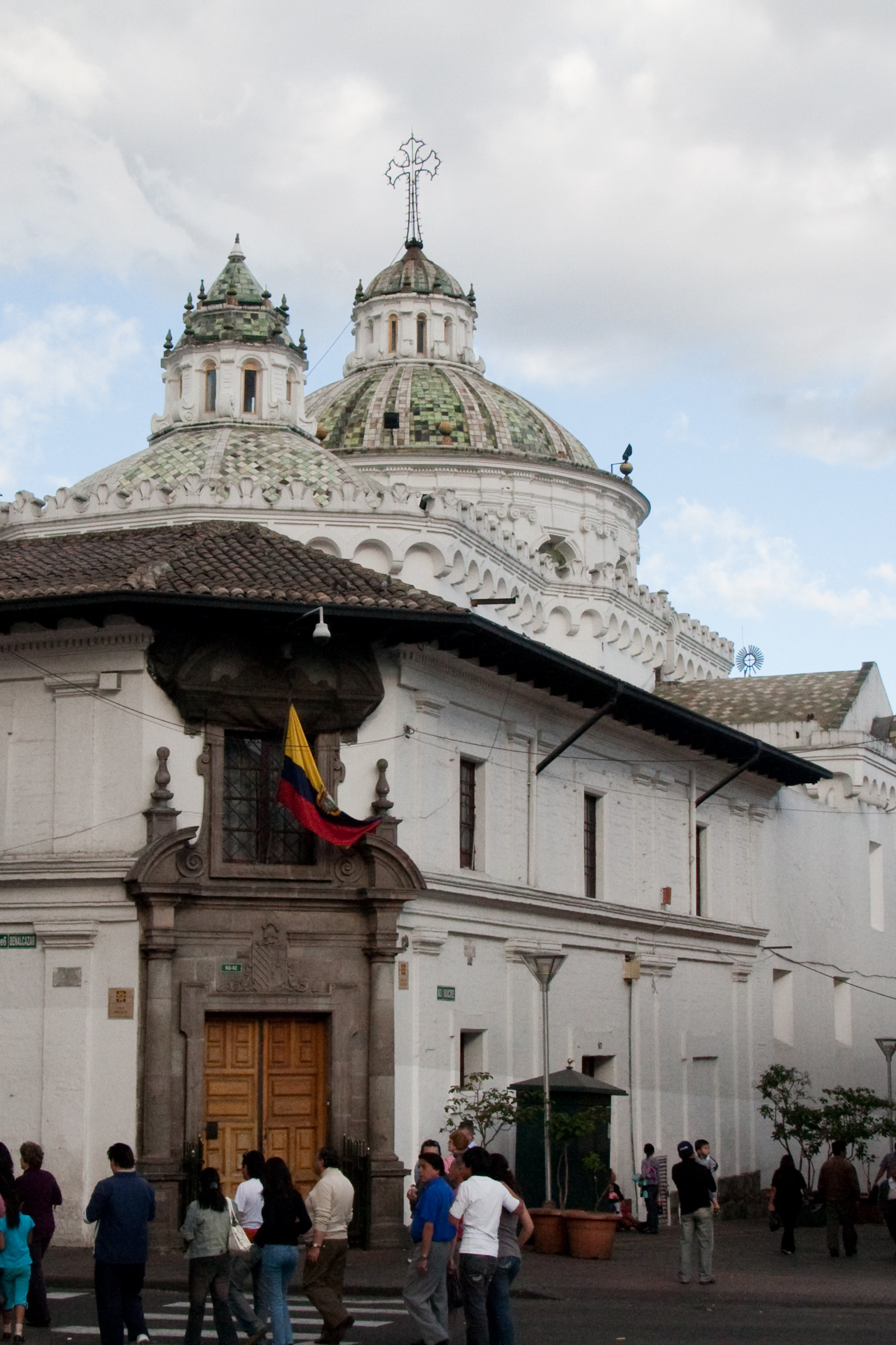
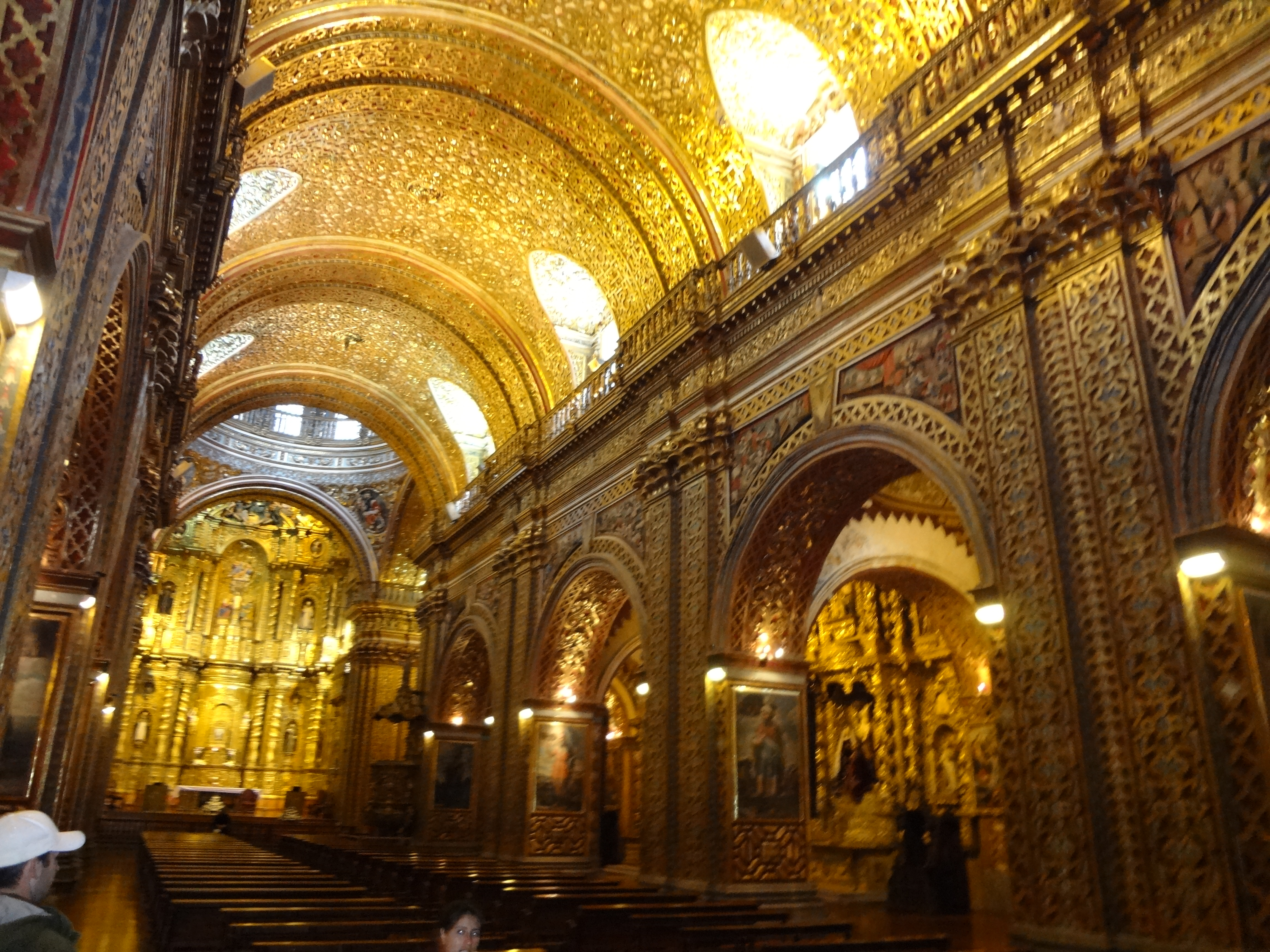
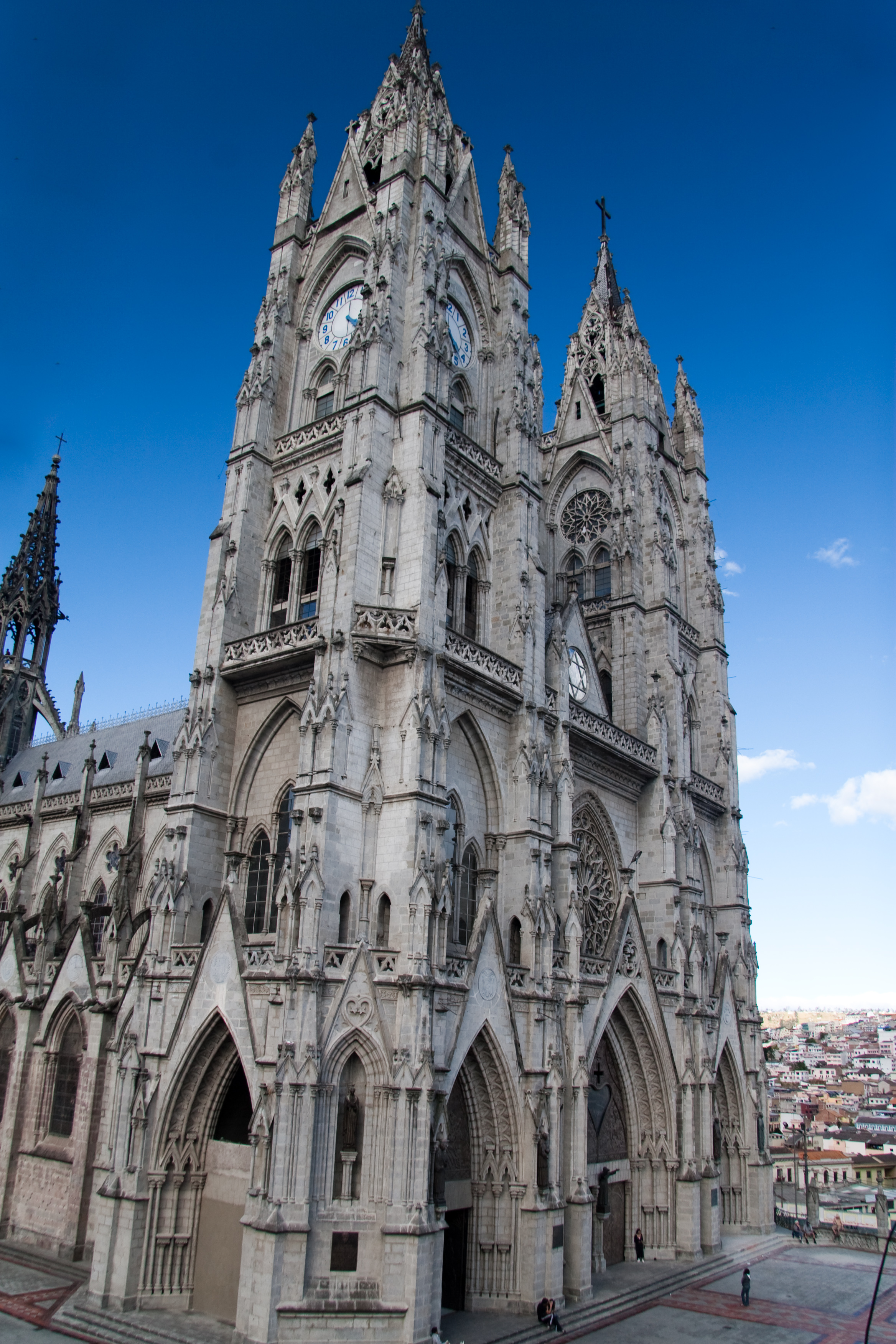
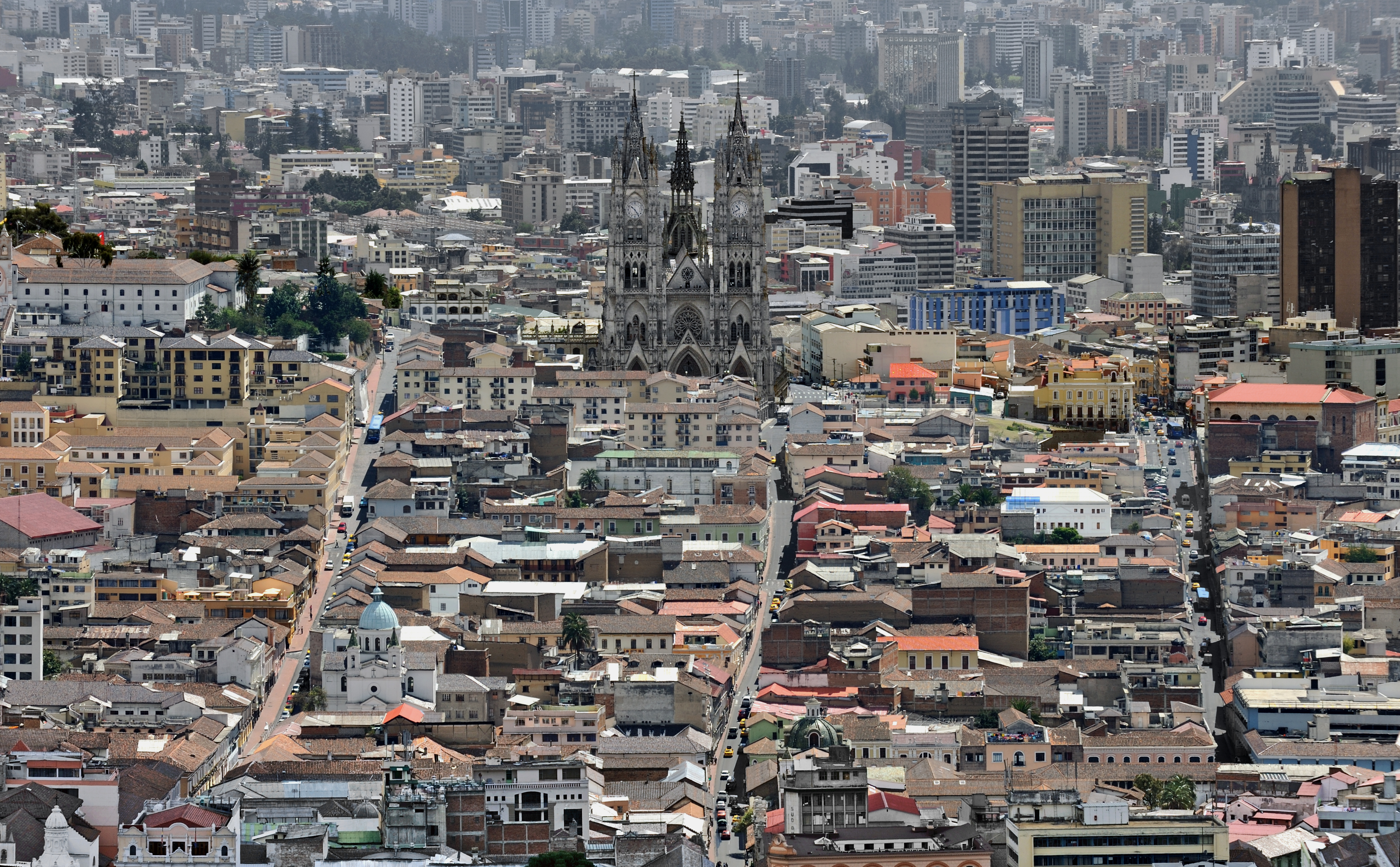

## Культурное значение

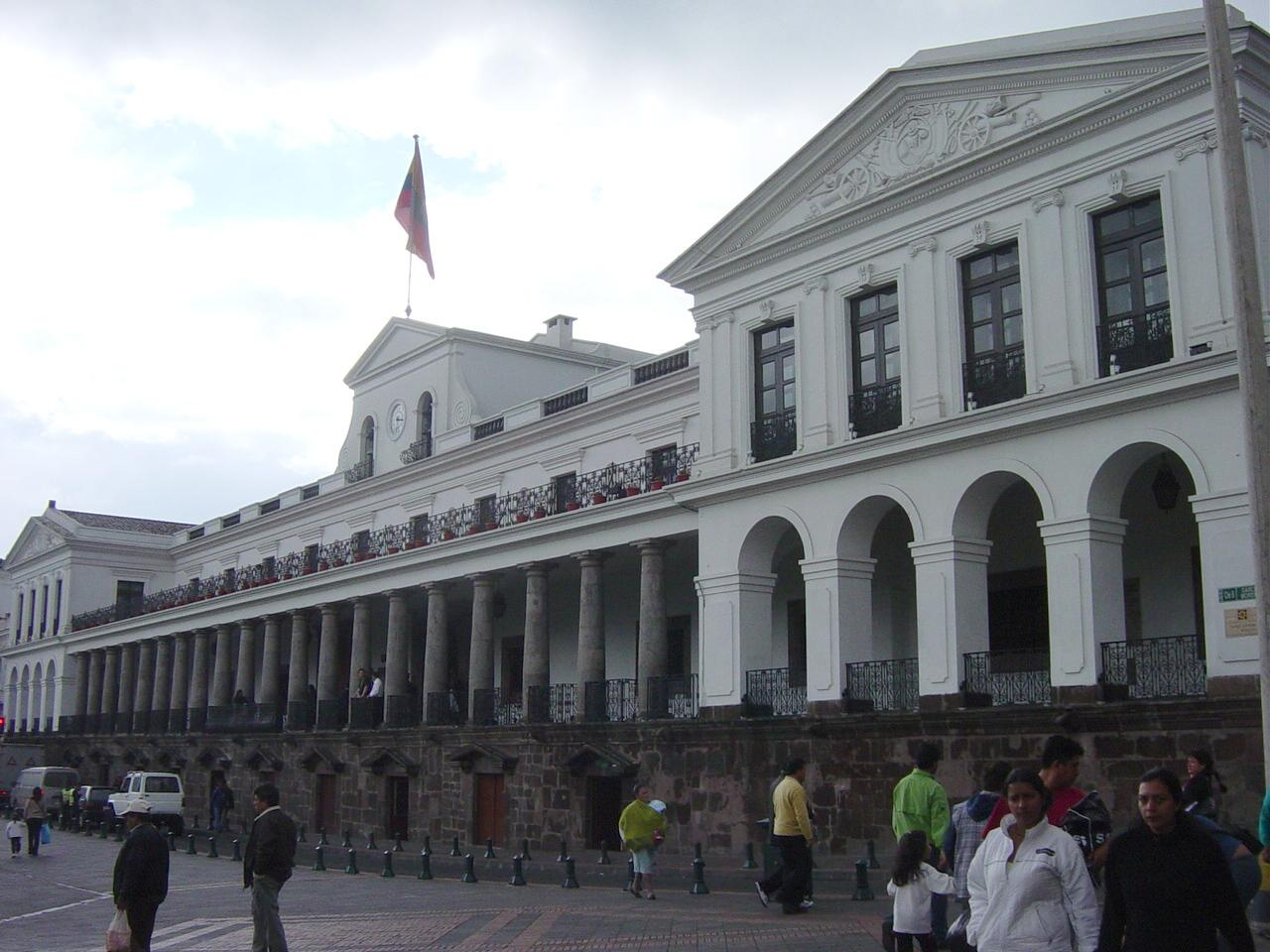
Президентский дворец.

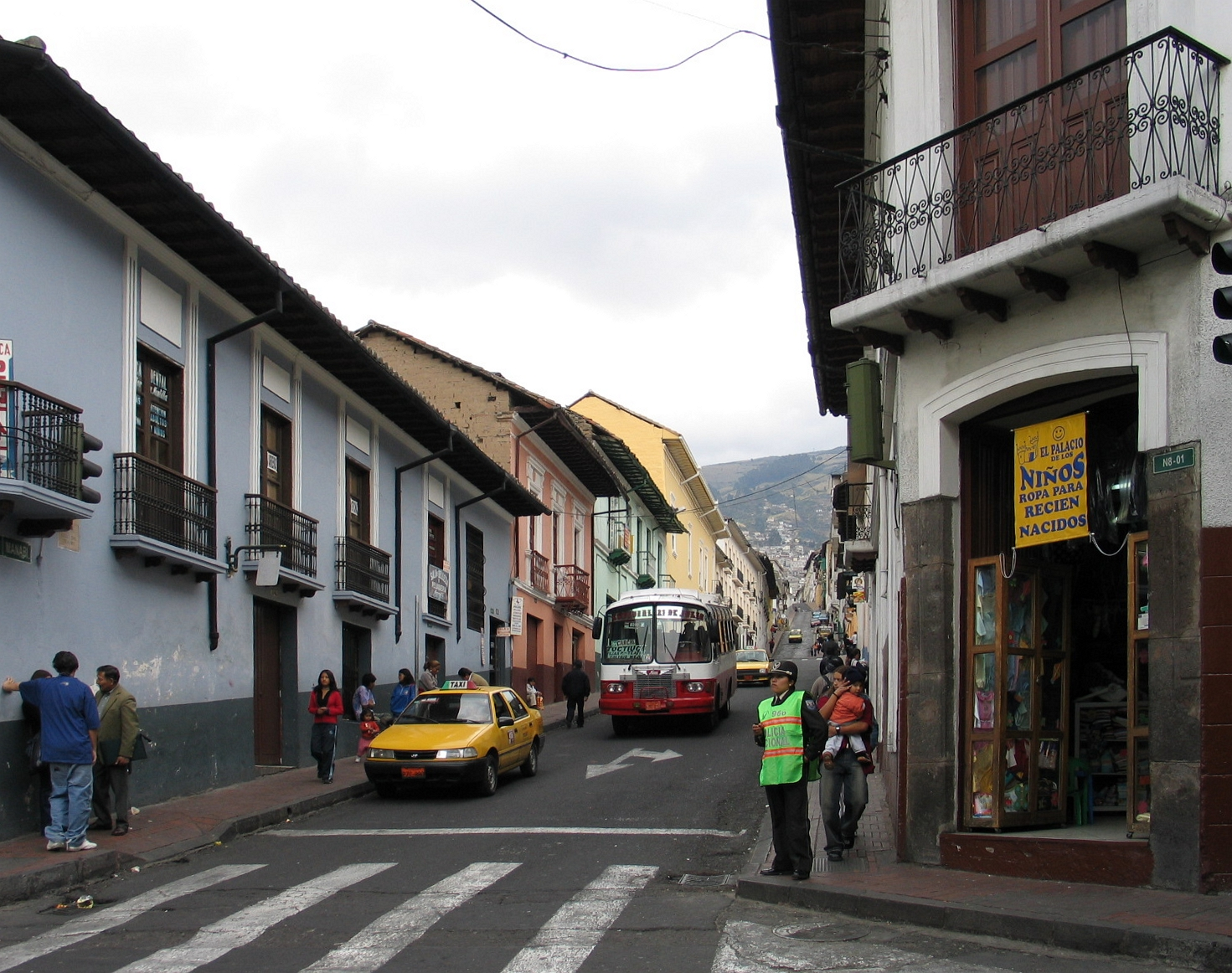
Улица в Южной части города

В Кито сочетается большое количество традиций и культур. Архитектура города отличается гармоничным переплетением испанского, голландского и частично индейского стиля построек.
Сам город расположен на холмистой местности и разделён на три части огромными холмами: в центральной части располагается колониальный старый город с музеями и памятниками зодчества; южная часть города главным образом сосредотачивает жилища рабочего класса и промышленные предприятия; северная часть — Современный Кито — изобилует финансовыми центрами, универмагами, зданиями банков и дорогим жильём. В северной части города был расположен Международный Аэропорт города Кито, ныне перенесенный в приход Табабела.
В 1978 Кито стал одним из первых объектов, внесённых в Список Всемирного культурного наследия ЮНЕСКО.
В колониальной части города сохранилось много культурно-исторических памятников, в числе которых собор XVII в., монастыри, богато украшенные резьбой и лепкой древних мастеров, а также несколько примечательных светских зданий колониального периода. В церквях Сан-Франциско, Сан-Агустин, Ла-Кампанья и Санто-Доминго хранятся огромные коллекции старинных статуй и картин. Церковь Сан-Франциско является самым большим колониальным сооружением, построенным испанцами на территории Южной Америки.
В центре города симметрично расположены три площади: Пласа Сукре, Пласа Боливар и Пласа Индепенденсия (площадь Независимости) с отреставрированным недавно Дворцом правительства (1747 г.)
В XX в. северная часть города пополнилась памятниками уже современной архитектуры, это здания Министерства иностранных дел, Парламента и огромной гостиницы «Кито», которая является одной из самых вместительных на всем южноамериканском материке.
Кито — культурный и образовательный центр Эквадора. В городе действует Католический университет Эквадора, Центральный университет Эквадора, Национальный женский колледж имени 24 мая, Женский педагогический институт, Национальная политическая школа, Латиноамериканский центр по подготовке журналистов, Национальная академия музыки, Центр изящных искусств и хореографии. Из научно-исследовательских организаций столицы можно выделить Академию наук Эквадора и Медицинскую академию. В Кито действует обсерватория.
Крупнейшим книгохранилищем Кито являются Национальная библиотека, Муниципальная библиотека и библиотека Центрального университета.
Из музеев города можно выделить: Музей Центрального университета, Национальный музей колониального искусства, Городской музей искусств и истории, Музей археологии и этнографии, Антропологический музей «Антонио Сантьяна», Археологический музей, Музей минералогии. При Центральном банке Эквадора, являющемся одним из влиятельнейших банков страны, имеется художественная галерея.
Культурную жизнь столицы дополняют постановки Национального театра Сукре.
В черте города расположены четыре парковых зоны отдыха:
1. Парк Метрополитано — имеет площадь 5,5 км²., и является самым большим в Кито, находится он в восточной части города по соседству с Олимпийским Футбольным Стадионом;
2. Ботанический парк Ла-Каролина — располагается в северной части столицы, на его территории собраны образцы экзотической флоры со всей Южной Америки, помимо этого парк изобилует множеством спортивных площадок.
3. Парк Эль-Эхидо — находится на стыке северной части города с колониальными районами, известен в первую очередь своими ремесленными лавками, и всевозможными выставками искусства под открытым небом, практически в любое время года заполнен туристами.
4. Парк Ла-Аламеда — в парке расположена самая старая в Южной Америке Астрономическая обсерватория в Кито. На территории парка расположен памятник Симону Боливару, поблизости находится небольшое озеро, с возможность аренды прогулочных лодок.

В июне 2005 года с целью привлечения туристов в городе была запущена линия канатной дороги Teleferico, перевозящая всех желающих из центра города на южную окраину к вулкану Пичинча; обзорная поездка проходит на высоте 4100 метров. Также в городе находится один из величайших в Южной Америке луна-парков, имеющей название «Вулкано-парк».
Спортивная жизнь города вращается вокруг футбола, четыре столичные команды представлены в Высшей лиге национального чемпионата, игры этих клубов привлекают внимание довольно значительной части населения столицы. Наиболее известные клубы — победитель Кубка Либертадорес 2008 года 9-кратный чемпион страны ЛДУ Кито, 13-кратный чемпион «Эль Насьональ» и 3-кратный чемпион «Депортиво Кито». Помимо футбола, в Кито культивируются волейбол и баскетбол.
В Кито планируется разместить штаб-квартиру Союза южноамериканских наций.

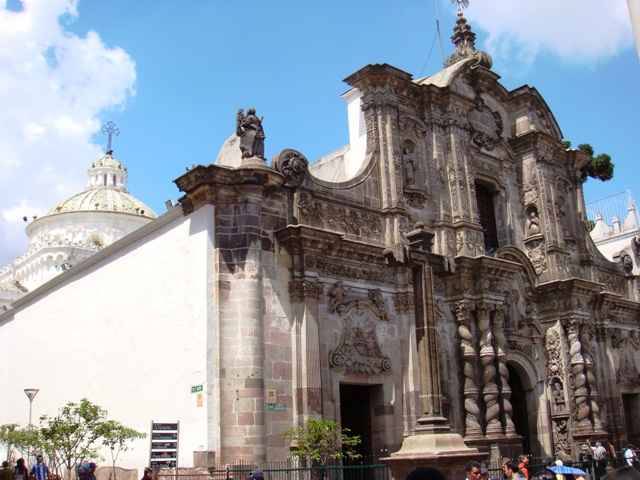
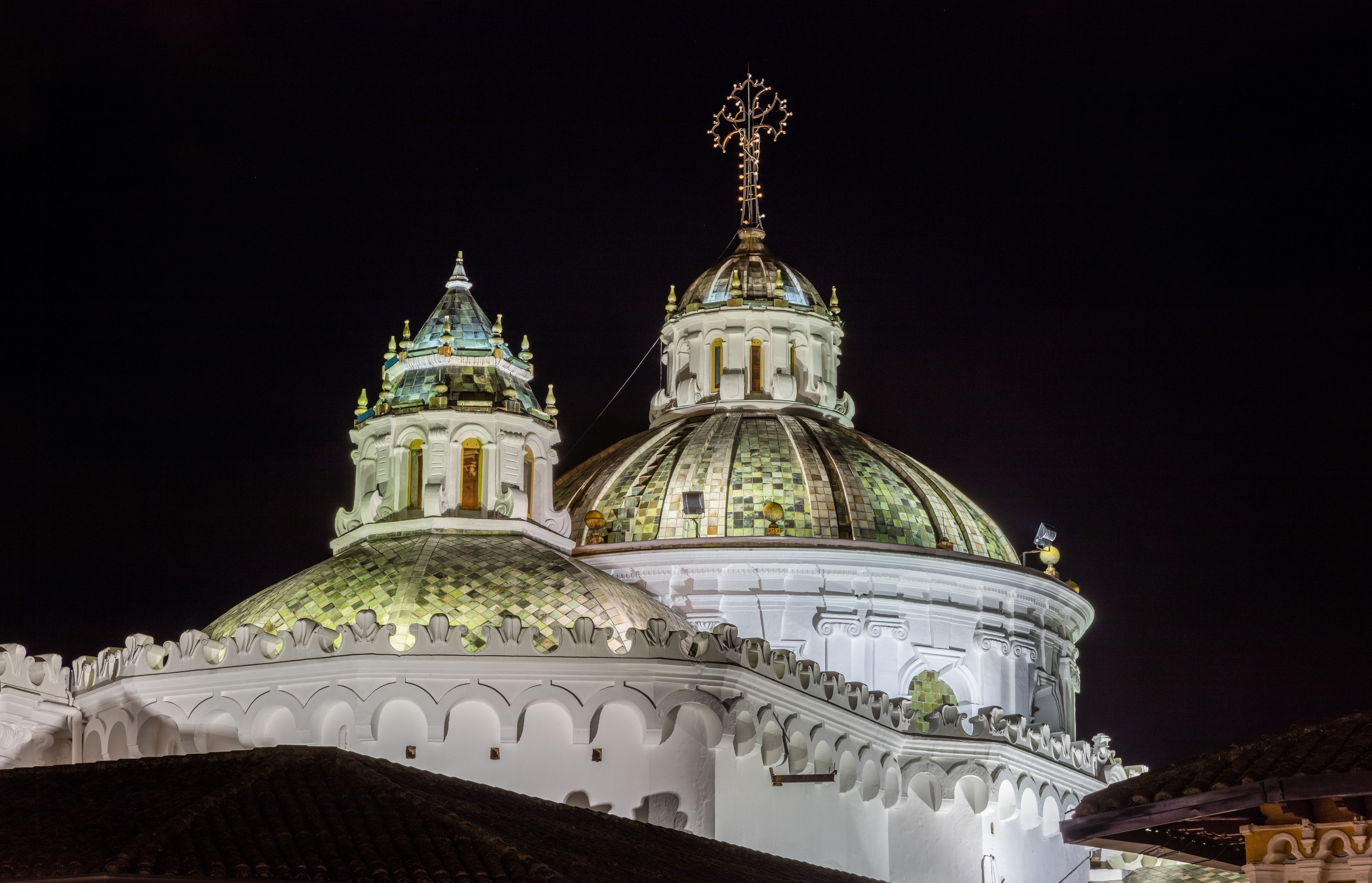
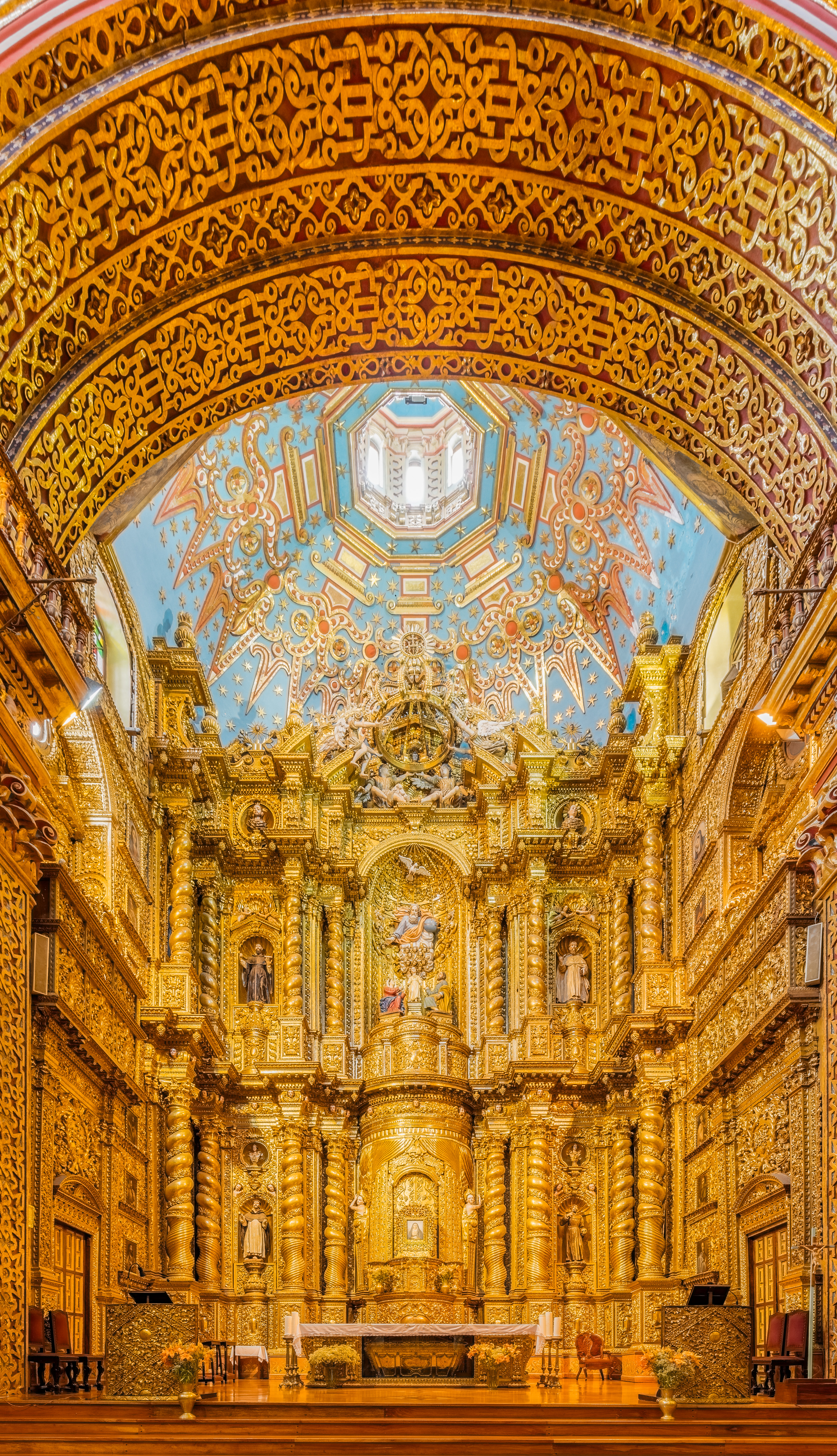
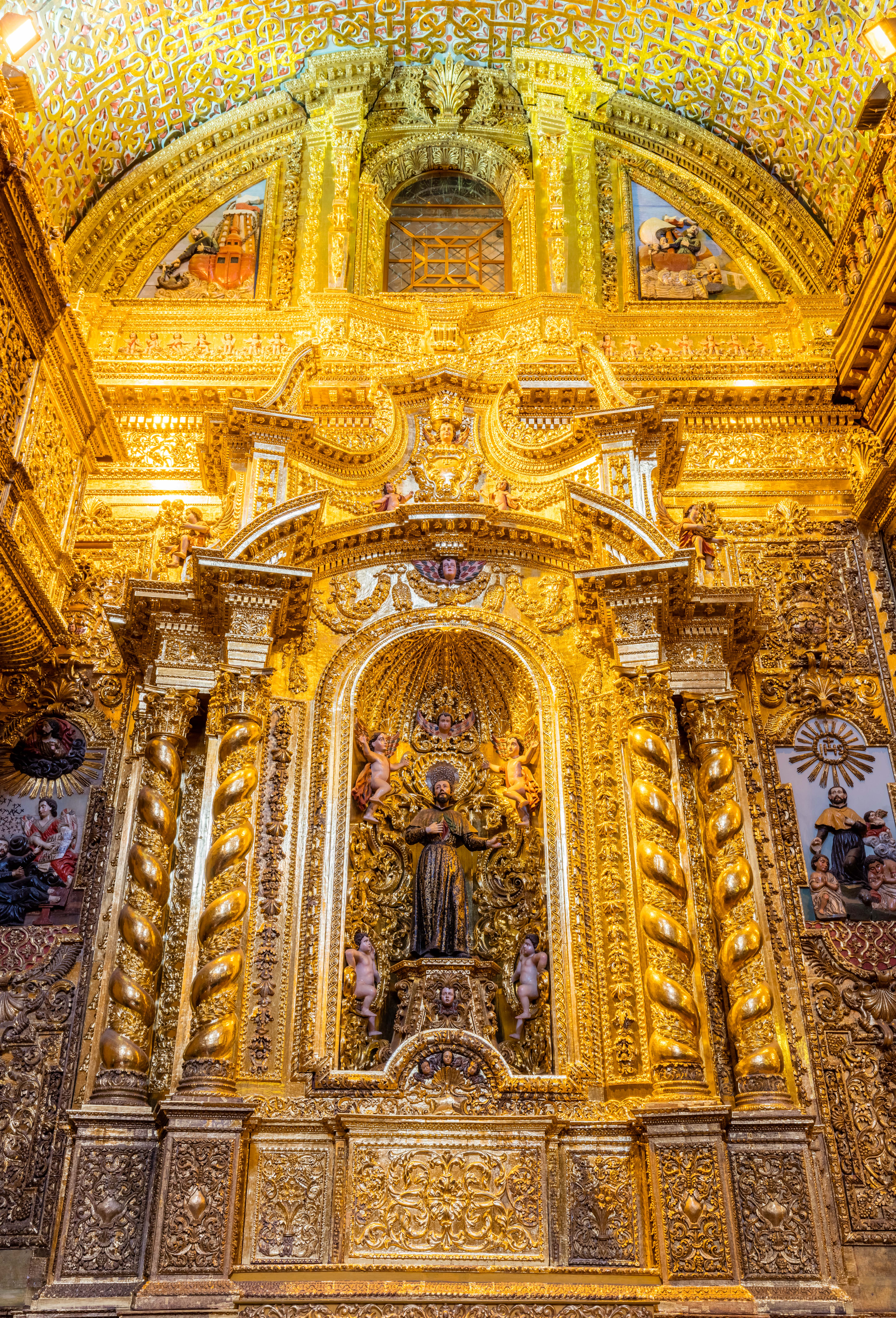
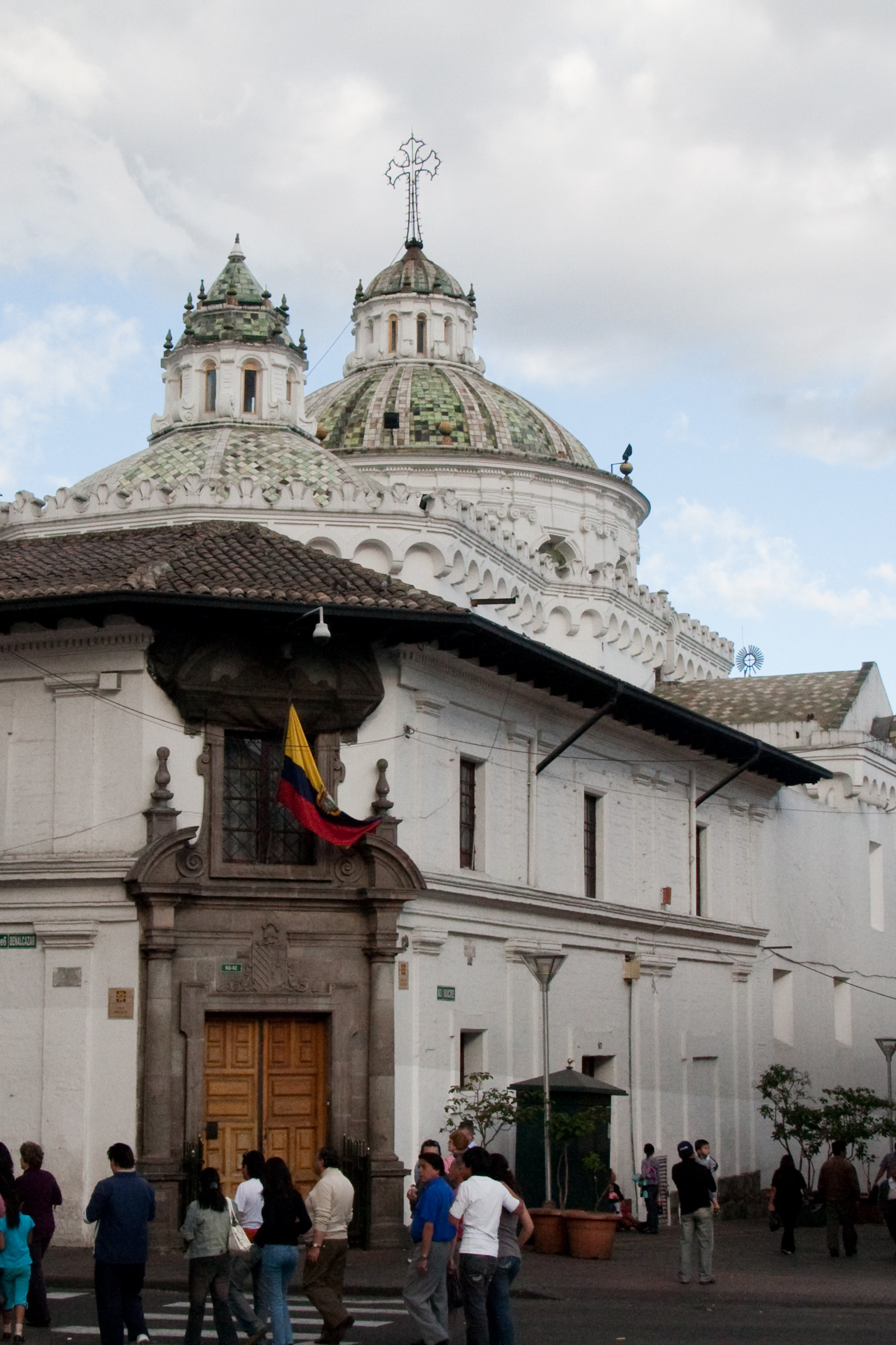
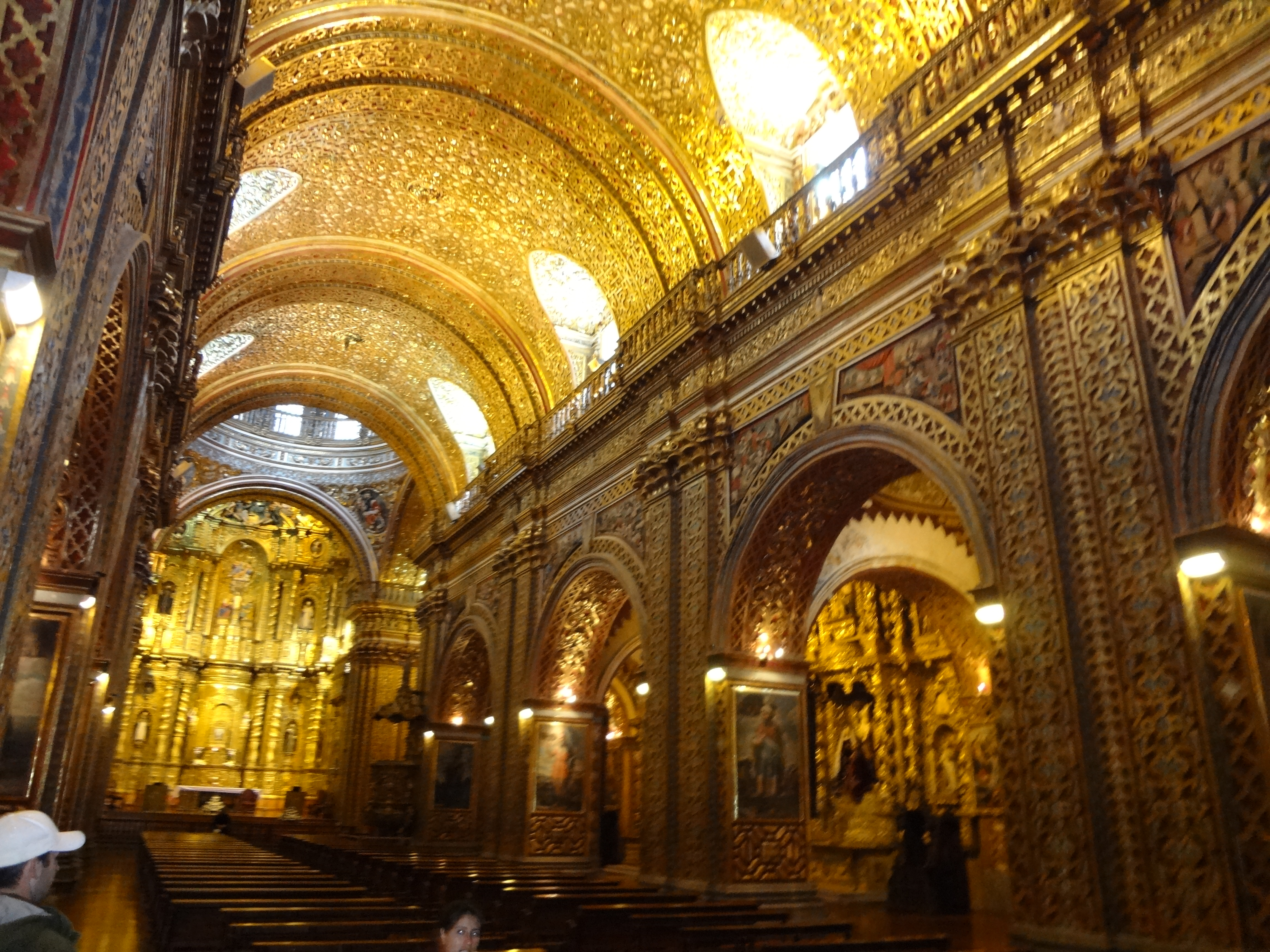

## Кито современный

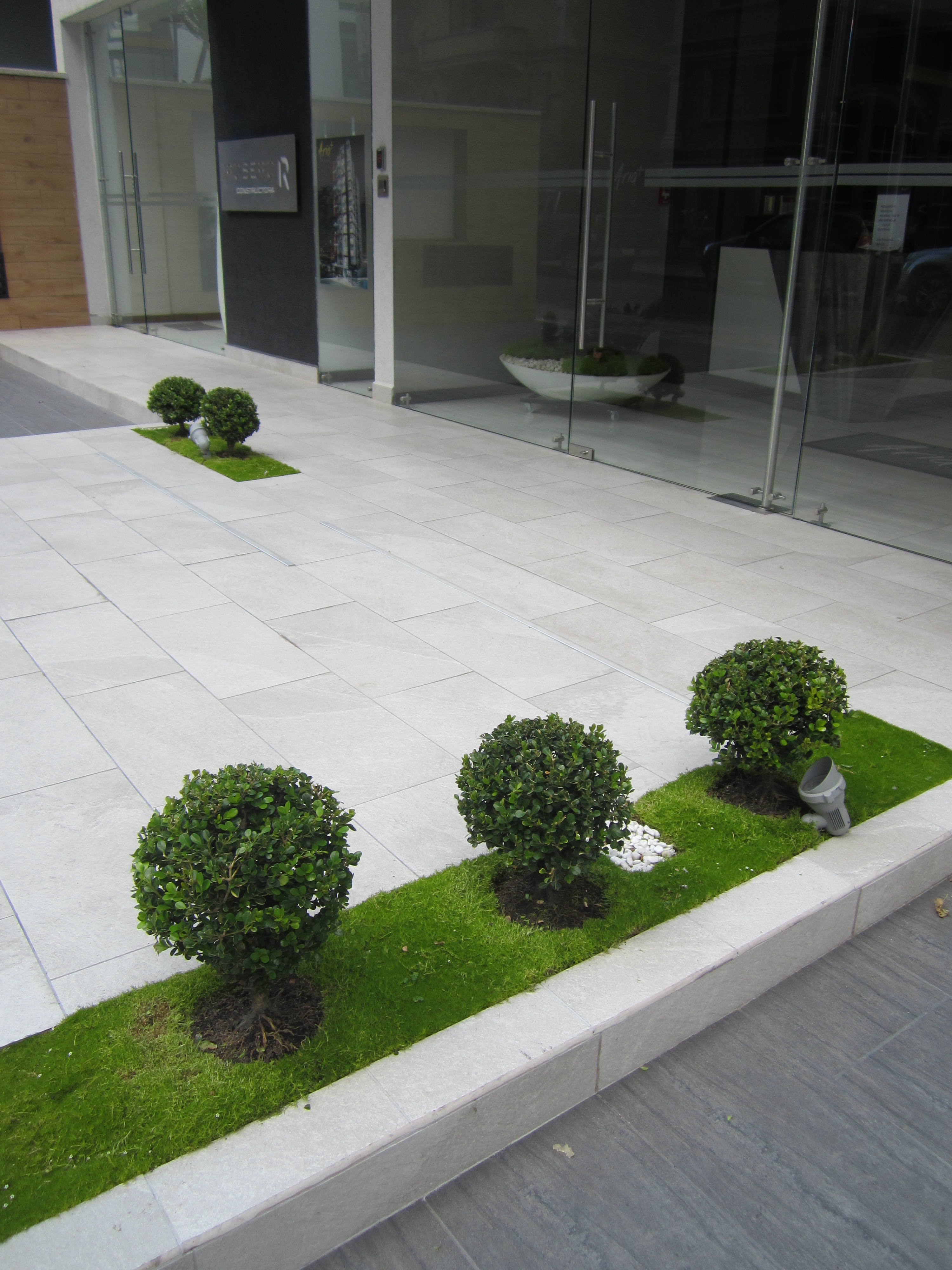

## Города-побратимы
- Буэнос-Айрес (Аргентина)
- Ла Пас (Боливия)
- Мадрид (Испания)
- Ванкувер (Канада)
- Богота (Колумбия)
- Манагуа (Никарагуа)
- Краков (Польша)
- Корал-Гейблс[англ.] (США)
- Луисвилл (США)

## В искусстве
- Песня Олега Медведева «Эльдорадо»[11] начинается строчкой: До свиданья, сонный Кито...